# Coulobres
Coulobres là một xã thuộc tỉnh Hérault trong vùng Occitanie ở phía nam nước Pháp. Xã này nằm ở khu vực có độ cao trung bình 72mét trên mực nước biển. Dân số thời điểm năm 1999 là 229 người.